# František Balej
František Balej (* 29. September 1873 in Kounice bei Český Brod; † 4. November 1918 in Prag) war tschechischer Jurist, Übersetzer und humanistischer Philosoph.

## Leben
Nach seinem Studium an der pädagogischen Fakultät in Prag arbeitete Balej ab 1897 als Rechtsanwalt in Prag, Dvůr Králové nad Labem und in Slaný. Von 1912 bis 1917 wirkte er auf dem Innenministerium in Wien und habilitierte im Fach philosophisches Recht.

## Lehre
Balej war vor allem als Übersetzer aus dem Englischen und als juristischer Theoretiker tätig. Er konzentrierte sich auf ethische, humanistische Fragen und die Stellung des Menschen in der modernen Gesellschaft. Des Weiteren untersuchte er den Charakter des tschechischen Volkes.

## Werke
Balej schrieb philosophische Essays, die er in Novina und dem Wiener Tagesblatt publizierte.

## Biographien
- A. Novák: František Balej, Venkov 14. Juni 1920
- J. Brambora: Kvapil a Balej., Kulturní politika 1947 bis 1948